# Landtagswahl in Südtirol 1952
Die Südtiroler Landtagswahl 1952 fand am 16. November 1952 als Wahl zum Regionalrat Trentino-Südtirol statt. Formalrechtlich erfolgte die Wahl zum Regionalrat in zwei getrennten Wahlkreisen, von denen einer dem Gebiet der untergeordneten Provinz Bozen, einer dem Gebiet der untergeordneten Provinz Trient entsprach. Im Wahlkreis der Provinz Bozen wurden 22 Abgeordnete zum Regionalrat gewählt, in der Provinz Trient 26 Abgeordnete. Mit ihrer Wahl in den 48 Mandate umfassenden Regionalrat wurden die Abgeordneten des Wahlkreises Bozen gleichzeitig Mandatare des Südtiroler Landtags, jene des Wahlkreises Trient hingegen Abgeordnete zum Trentiner Landtag. 
Die II. Legislaturperiode begann am 13. Dezember 1952 und endete am 12. Dezember 1956. Am 20. Dezember 1952 wählte der Landtag die Südtiroler Landesregierung (Kabinett Erckert II).

## Wahlergebnis
- Partito Comunista Italiano: 1
- Partito Socialista Italiano: 1
- Partito Socialista Democratico Italiano: 1
- Südtiroler Volkspartei: 15
- Democrazia Cristiana: 3
- Movimento Sociale Italiano: 1

| Partei                                                  | Stimmenanzahl | Prozent | Mandate |
| ------------------------------------------------------- | ------------- | ------- | ------- |
| Südtiroler Volkspartei                                  | 112.602       | 64,76 % | 15/22   |
| Democrazia Cristiana                                    | 23.864        | 13,72 % | 3/22    |
| Partito Socialista Italiano                             | 9.996         | 5,75 %  | 1/22    |
| Movimento Sociale Italiano                              | 8.317         | 4,78 %  | 1/22    |
| Partito Socialista Democratico Italiano                 | 6.013         | 3,46 %  | 1/22    |
| Partito Comunista Italiano                              | 4.662         | 3,07 %  | 1/22    |
| Partito Liberale Italiano/Partito Repubblicano Italiano | 3.455         | 1,99 %  | 0/22    |
| Partito Nazionale Monarchico                            | 3.227         | 1,86 %  | 0/22    |
| Selbstverwaltung-Gerechtigkeit                          | 609           | 0,35 %  | 0/22    |
| Unione Indipendenti                                     | 456           | 0,26 %  | 0/22    |

## Historische Bedeutung
Im Vorfeld der Wahl wurde die Mandatsanzahl des Landtags von ursprünglich 20 Mandaten im Jahr 1948 auf 22 Mandate angehoben. Im Vergleich zur ersten Landtagswahl gab es nur geringfügige Mandatsverschiebungen: Die beiden zusätzlichen Mandate entfielen auf die Südtiroler Volkspartei (SVP); die italienischen Christdemokraten (Democrazia Cristiana) steigerten ihre Mandatsstärke von zwei auf drei Mandate auf Kosten der ausscheidenden Liste Unione Indipendenti. Alle anderen Parteien konnten ihr Mandat aus dem Jahr 1948 halten.